# Tadeusz Borowski
Tadeusz Borowski (n. 12 noiembrie 1922, Jîtomîr, RSS Ucraineană, astăzi în Ucraina — d. 3 iulie 1951, Varșovia) a fost un poet, prozator și publicist polonez.
În 1943 a fost arestat de ocupanții hitleriști ai Poloniei și până la sfârșitul celui de-al Doilea Război Mondial a trecut prin lagărele de la Auschwitz, Dautmergen și Dachau - Allach.

## Opere

### Lirică
- Gdziekolwiek ziemia (1942)
- Arkusz poetycki nr 2 (1944)
- Imiona nurtu (1945)

### Proză
- Byliśmy w Oświęcimiu (1946 cu K.Olszewskim, J. Nel-Siedleckim)
- Pewien żołnierz. Opowieści szkolne (1947)
- Pożegnanie z Marią (1947)
- Kamienny świat (1948)
- Opowiadania z książek i gazet (1949)
- Czerwony maj (1953)